# Histoire du vélo dans la société française
L'histoire du vélo dans la société française peut s’appuyer sur un ensemble de récits sous forme de romans, articles, guides, témoignages, documents divers. L’évolution technique a été largement décrite et l’histoire associative est maintenant bien connue.
Diverses statistiques permettent d’évaluer son usage de son apparition à nos jours.

## Évolution du parc de vélos en France
Après sa présentation à Paris en 1818 la draisienne n'a plus d'existence sociale depuis 1820 et la « vélocipédie » fait son apparition au cours des années 1868 et 1869.
| Année | Parc de vélos              |
| ----- | -------------------------- |
| 1869  | 6 000                      |
| 1890  | 50 000                     |
| 1895  | 300 000                    |
| 1900  | 980 000                    |
| 1907  | 2 224 000                  |
| 1911  | 3 000 000                  |
| 1914  | 3 550 000                  |
| 1928  | 8 000 000                  |
| 1939  | 10 000 000                 |
| 1969  | 9 200 000                  |
| 1979  | 15 000 000                 |
| 1987  | 17 000 000                 |
| 2012  | 27 000 000[réf. souhaitée] |

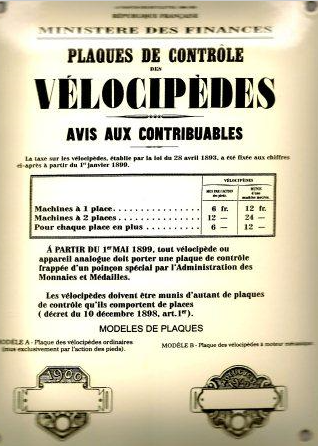
Plaque de contrôle des vélocipèdes.

Concernant le parc de 1869, début du développement du vélocipède, on ne peut risquer qu’un ordre de grandeur : plusieurs milliers sûrement, peut-être plus d’une dizaine de milliers. Des indications peuvent être données par le recensement effectué par Keizo Kobayashi qui a relevé pour 1869 un minimum de 109 fabricants en France, le nombre réel étant plus important, et 20 fabricants de pièces détachées et accessoires (roues, bandages de caoutchouc, compteurs etc.) et cite Le Journal illustré du 13-20 juin 1869 qui indique que la Compagnie Parisienne des Vélocipèdes, la plus importante entreprise, pouvait expédier tous les jours plus de cinquante vélocipèdes. Par ailleurs, le principal journal spécialisé le Vélocipède illustré lancé le 1er avril 1869 tirait à 5 000 exemplaires.
Le chiffre indiqué pour 1890 est encore une approximation.
De 1893, première année de taxation, à l’obligation de la plaque à partir de 1900, période de développement rapide du parc, la fraude était évaluée à 40 %. De 1900 jusqu’au milieu des années 1950 grâce à la plaque de contrôle de la taxe sur les vélocipèdes, le nombre est connu encore plus précisément avec une fraude d’environ 3 % et quelques % de vélos administratifs et militaires exonérés.
La taxe a été supprimée en 1959 mais dans les dernières années le contrôle s’étant relâché, les statistiques fiscales ne sont plus une base fiable. Pour la période postérieure, le parc est évalué moins précisément d’après les ventes et les enquêtes ménages.
La diffusion de 1890 à la période d’entre-deux-guerres s’explique assez largement par la baisse du coût qui s’est accompagnée d'une amélioration de la qualité.
Après une période d’expérimentations, du vélocipède de 1865 à 1868 à roues en bois à cerclage métallique, dès 1869-1870 à rayons métalliques en tension à bandages de caoutchouc plein, au tricycle et au grand-bi des années 1870-1880, la bicyclette de la fin du XIXe siècle munie de pneus était déjà relativement légère et robuste mais il restait deux améliorations pour la rendre plus commode. La roue libre qui nécessitait de bons freins n’a été diffusée que vers 1900 et généralisée vers 1914. La polymultiplication (dérailleur) peu répandue avant 1914 s’est développée dans l’entre-deux-guerres. La majorité des vélos vendus en 1939 étaient équipés de dérailleurs arrière en attendant la diffusion du changement de plateaux à partir des années 1950-1960.
La diffusion de la bicyclette est liée à ces améliorations et surtout à la diminution de son prix.
| Années    | Prix courant d’une bicyclette en franc | Salaire horaire ouvrier moyen en franc | Coût en heures de travail |
| --------- | -------------------------------------- | -------------------------------------- | ------------------------- |
| 1891-1895 | 500                                    | 0,8                                    | 625                       |
| 1906-1910 | 300                                    | 0,9                                    | 333                       |
| 1930-1935 | 400                                    | 6,4                                    | 63                        |
| 1935-1939 | 550                                    | 9,85                                   | 56                        |
| 1957      | 15 200                                 | 300                                    | 51                        |
| 1966      | 250                                    | 6                                      | 42                        |

Passage au nouveau franc le 1er juin 1958.

## Les âges du vélo
Les spécialistes distinguent plusieurs périodes.
Catherine Bertho-Lavenir définit les périodes suivantes : 1812 ( ?)-1880 : l’âge du vélocipède, 1880-1914 : la bicyclette et le loisir bourgeois, 1918-1945 : la culture populaire du vélo, 1945-1980 : la bicyclette au temps de l’automobile et 1980-2010 : renouveau du cyclisme.
Philippe Gaboriau décrit successivement, la vitesse bourgeoise au XIXe siècle, la vitesse populaire au XXe siècle, la vitesse écologique à partir des années 1970.
Hervé Le Cahain découpe l'histoire de la publication des récits de voyage à vélo en quatre périodes :
- 1re période : 1883–1912, les précurseurs.
Les voyageurs viennent d'un milieu aisé : médecin, journaliste, professeur. Il faut d'une part, pouvoir prendre des congés et d'autre part, acheter le vélo qui coûte cher. L'on voyage surtout en France et pays limitrophes, l'hébergement se faisant à l'hôtel. Le voyage du lieutenant Guyot De Montélimar à Constantinople par mer et retour à bicyclette est un des premiers voyages internationaux.

- 2e période : 1922 – 1947, les passionnés, les aventuriers.
Les récits publiés correspondent à des voyages effectués avant la Seconde Guerre mondiale par des cyclistes pratiquant dans leur majorité le cyclo-camping. Il est surprenant qu'avec l'avènement en 1936 des congés payés, il n'y ait pas eu de publications d'ouvrages.

- 3e période : 1947 – 1980, les marginaux.
Cette période correspond au développement de la voiture. On délaisse la bicyclette pour l'automobile. Des noms de grands voyageurs restent dans la mémoire : Jean-Pierre Vuillomenet, Jean-François Bernies, Joël Lodé, Alain Guigny, Albert Leblanc, Lionel Brans, auteur de 1948 à 1949 d'un raid entre Paris et Saïgon[7]. Seulement une à deux publications de récits par an ou tous les deux ans, nous sommes loin des 15 à 20 publications annuelles de maintenant.

- 4e période : 1980 à nos jours, la (re) découverte
Le voyage à bicyclette correspond, bien souvent, à une coupure dans un monde de consommation. Beaucoup plus de publications que dans les trois autres périodes : il y a un besoin de raconter par écrit son voyage, souvent sous forme de brochures photocopiées dans les années 1980, plus fréquemment par des livres édités à partir de 2000[8].

Concernant la première période de 1880 à 1914, des nuances peuvent être apportées à ce schéma.
La bourgeoisie cycliste était plutôt représentée par ce qu’on appelait les classes nouvelles, enseignants, professions libérales ou par une bourgeoisie modeste de commerçants, fonctionnaires. La vogue de la bicyclette n’a été répandue dans l’aristocratie et la grande bourgeoise qu’au cours de la courte période de 1890 à 1900. La bonne société s’est ensuite détournée de la « Reine Bicyclette » détrônée par l’automobile au tournant du siècle.
La classe ouvrière bien que minoritaire n’était pas absente. Les cyclistes étaient plutôt des ouvriers qualifiés, bien sûr les salariés des fabriques de vélos mais aussi ceux des industries de pointe. Ainsi on voit plusieurs cyclistes dans le premier film de l’histoire, la sortie des usines Lumière tourné en mars 1895.

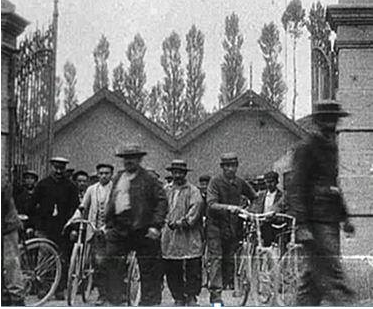
Sortie des usines Lumière en mars 1895.
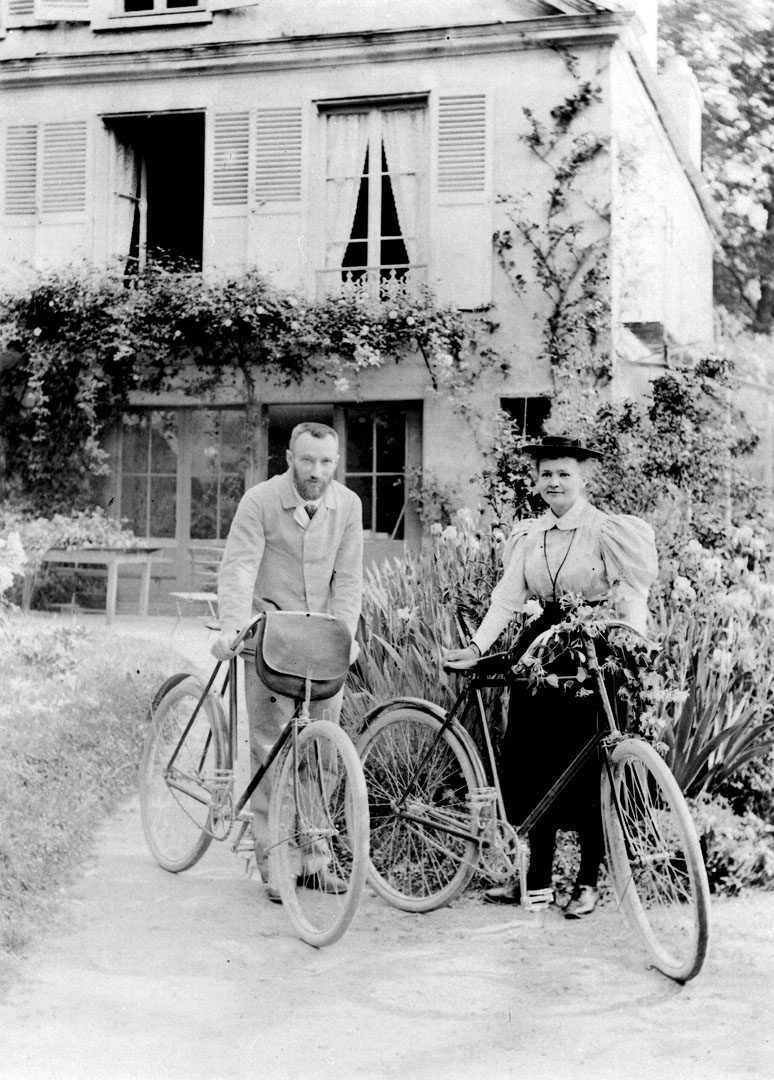
Pierre et Marie Curie devant leur maison de Sceaux en 1895.

Alex Poyer dans son étude sur les véloce-clubs mentionne la présence d'ouvriers dans certains clubs et l'existence de plusieurs clubs cyclistes d’entreprise dont un club de mineurs dans le Pas-de-Calais.
Les articles de la revue du TCF témoignent également de l’utilisation de la bicyclette par les ouvriers, employés, artisans dès 1893.

## Le cyclisme associatif en France
À partir de 1868, des Véloce-Clubs se sont créés. Le premier semble être celui de Valence le 12 mars 1868 peu avant celui de Paris.
La première organisation fédérative est l’Union Vélocipédique de France (UVF) créée en 1881 qui regroupait douze sociétés fondatrices est l'ancêtre de la Fédération française de cyclisme (FFC).
À partir de 1889, l’UVF s’oriente en priorité vers l’organisation du cyclisme de compétition, négligeant le tourisme.
L’insatisfaction de cyclotouristes rebutés par le caractère élitiste de l’UVF surtout orientée vers la compétition est à l’origine de la fondation en 1890 du Touring Club de France (T.C.F).
Bien que l’objet indiqué dans les statuts soit la propagation du tourisme sous toutes ses formes, le TCF était dans ses premières années une association cycliste exclusive.
Pour le TCF, l’humanité était alors répartie en deux catégories.
« Le Passif, c’est le non-cycliste, le vulgaire piéton, ce vestige des temps passés, l’être qui marche sur ses pieds, espèce de jour en jour de plus en plus rare et appelée à disparaître sous peu, pour l’honneur de l’humanité.
L’Actif, c’est le cycliste, le glorieux cycliste, le demi-dieu, celui dont le pied, dédaigneux du sol où déambule l’horrible piéton, ne veut connaître d’autre contact que l’étincelante pédale.
L’éducation du non-cycliste commence à se faire, le piéton est incontestablement moins hostile qu’autrefois, le vélophobe se fait rare et bientôt on n’avouera plus qu’on a été l’ennemi de la bicyclette.
D’ailleurs on se familiarise avec l’instrument à force de le voir, agile et léger, circulant entre les passants sans jamais les toucher, on revient des préventions premières, on reconnaît ce qu’il est, de bon caractère, inoffensif et doux, capricieux parfois, comme toute jolie fille, mais au détriment de son cavalier seulement. En fait, on ne parle plus d’accidents occasionnés à des tiers par cette bicyclette jadis tant maudite, la légende des écrasés ne se fait plus entendre… »
— A. Baillif Revue du TCF 1893
.
De sa création aux années 1900, T.C.F a assuré avec vigueur et efficacité la défense du cyclisme sous toutes ses formes,
«  Nous verrons sous peu le cyclisme revêtir une forme aussi nouvelle qu’inattendue, celle de l’utilitarisme.
Il y a 3 ou 4 ans à peine, la vélocipédie était considérée comme un simple exercice acrobatique et on faisait difficulté de lui concéder le titre de sport. On affectait de l’ignorer et jamais un homme sérieux n’eût osé s’y livrer en public.
Plus tard, la médecine s’en mêlant ce furent mille maux que la malheureuse vélocipédie devait déchaîner sur le genre humain : rhumatismes, affections des bronches et du cœur…
Pour quelques Hippocrates endurcis qui jettent encore la pierre au cyclisme, une immense majorité en sa faveur s’est formée dans le corps médical et c’est par centaines que se comptent les médecins prêchant par leur exemple la cause du cycle.
Enfin les grandes courses à travers la France ont eu lieu, saisissant d’étonnement les populations et leur inspirant une sorte de respect pour ce « joujou » si dédaigné.
De cette époque date le réel avènement du cycle. L’esprit populaire s’émut devant ce nouveau mode de locomotion si économique, si pratique et il commença à entrevoir qu’il y avait là autre chose qu’un prétexte à exhibitions de mollets nus et de maillots multicolores.
Puis on s’y mit, d’abord timidement, ensuite, du haut en bas de l’échelle sociale, ce fut un engouement, une vogue irrésistible.
Voilà le cyclisme reçu, adopté, passé dans les mœurs. Mais qu’on ne croie pas qu’il va demeurer un simple instrument de plaisir et de promenade.
Jusqu’ici l’élément sportif ayant prévalu, la fabrication a conservé comme objectif les machines perfectionnées et d’un prix élevé mais nous la verrons d’ici peu, sous l’empire des demandes, aborder les machines d’utilité et d’un prix modique. Le cycle répond, en effet, merveilleusement à un besoin chaque jour plus impérieux, au double point de vue économique et social, celui du déplacement. C’est un moyen de locomotion incomparable et le commerce, l’industrie, les services publics trouveront en lui une ressource des plus précieuses.
La classe ouvrière est appelée à en retirer des avantages plus grands encore.
L’agglomération de la population dans les villes, la cherté des loyers dans le centre, l’embellissement même des villes qui tendent à refouler à la périphérie les petits logements, tout contribue à ce que l’ouvrier aille au loin chercher un local meilleur marché, plus aéré et plus sain.
D’ici peu l’ouvrier comme le commerçant comprendra le grand service que peut lui rendre le cycle à cet égard.
L’industrie nous fera des machines à bon marché. Que le débouché s’ouvre et elle ne sera pas longue à nous offrir de robustes et durables machines à 150 ou 200 F.
C’est là qu’est le véritable avenir du cycle. C’est là que, devenant un facteur de richesse et de bien-être social, il montrera toute sa puissance. Qu’on ne craigne pas que cette transformation soit de nature à nuire au cyclisme sportif. Le sportsman élégant, le touriste correct montés sur leurs « Dunlop » à 800 F ne se sentiront nullement diminués s’ils croisent en route un petit commis ou un artisan sur son modeste plein.
Il y a de la place pour tous sous le soleil du cyclisme. C’est dans sa démocratisation qu’est le grand avenir du cyclisme.
Tout adepte du cyclisme est le bienvenu au TCF.
Il ne restreindra pas son action à telle ou telle forme du cyclisme, mais il en élargira progressivement le cercle et s’efforcera d’en faire ressentir les bienfaits à toutes les formes que le cyclisme revêtira.
De même qu’il accueille avec joie le sportsman, de même il ouvrira fraternellement les bras à l’artisan.
A côté du cyclisme sportif, il veut faire une large place au cyclisme utilitaire et démocratique.  »
— A. Ballif « Le cyclisme utilitaire et démocratique » Revue du TCF de septembre 1893
Ainsi, le TCF s’est opposé, vainement, à la création de la taxe sur les vélocipèdes en 1893 mais a obtenu en 1899 sa réduction à 6 F.
«  La taxe n’est pas faite seulement pour les amateurs et les gens fortunés qui s’en vont faire un tour au Bois. Pour cette catégorie restreinte de cyclistes elle n’est pas trop forte. Elle est faite pour tous, elle est la même pour le millionnaire et l’ouvrier, pour l’attaché d’ambassade et l’instituteur de campagne. C’est pour ceux-ci que nous réclamons.
Le cyclisme sera démocratique ou ne sera pas ou plutôt il sera universel. Mais c’est dans les classes moyennes, dans les masses populaires qu’il prendra d’ici peu son véritable essor. Or pour la masse des petits employés, des artisans 10 F c’est trop ! Je voudrais que les partisans de la taxe puissent assister, les jours de fête, à la sortie des cyclistes de plus en plus nombreux qui vont chercher aux alentours des grandes villes l’air et la santé pour la semaine. Je voudrais qu’ils pussent dresser à l’entrée d’une grande ville, aux abords d’un grand centre industriel, l’armée des travailleurs qui se rendent à leur poste sans fatigue et qui, grâce à la bicyclette, peuvent habiter avec leur famille des logis sains et aérés, au lieu de s’entasser dans des agglomérations insalubres. En votant un impôt de 10 F, on a fait une mauvaise expérience. Les nations où le cyclisme est le plus développé l’Angleterre, la Belgique, n’ont pas frappé d’une taxe l’usage de la bicyclette
 »
— A. Baillif Revue du TCF 1893
Le T.C.F était en contact avec les compagnies ferroviaires pour améliorer le transport des vélos, très commode cependant jusqu’à la dégradation à partir des années 1970.
À la suite d’interventions auprès du Ministre des travaux publics, la circulation sur les chemins de halage a été autorisée en 1898.
La TCF œuvrait également pour la création de pistes cyclables.
Contrairement à l’UVF, le T.C.F se voulait une organisation non élitiste. Le nombre d’adhérents est passé de 1 029 début 1891 à 24 396 en 1895, 137 000 en 1913, plus de 300 000 en 1938. L’importance de l’association et les dons de ses adhérents fortunés permettent de mener sans subvention des actions d’intérêt général.
En même temps, pour améliorer son influence, le TCF s’est efforcé de recruter de hautes personnalités. Dans les années 1890, 11 chefs d’État ou membres de familles régnantes, des ministres, des écrivains tels Émile Zola en sont membres d’honneur. Le Président de la République française Félix Faure accepte le titre de haut protecteur du T.C.F.
À partir de 1896, le TCF commence à prendre en compte d’autres formes de tourisme notamment l’automobile puis la randonnée pédestre, le motocyclisme, le ski, les sports nautiques, hippiques, aériens. Cette évolution peu perceptible au début, est nette vers 1900. Après la Première  Guerre mondiale, les cyclotouristes sont les parents pauvres.
Après la période de 1888 à 1899 qui est l'âge d'or du cyclisme associatif, la bicyclette, emblème de la modernité, se banalise au début du XXe siècle devenant de plus en plus un objet utilitaire.
Le relatif désintérêt du TCF pour le cyclotourisme a amené la création en 1923 de la Fédération Française des Sociétés de Cyclotourisme FFSC ancêtre de la FFCT. La FFSC regroupait 4 000 adhérents en 1936 et 9 390 en 1939 (239 sociétés).
Au cours de l’entre-deux guerres ces trois organisations ont une activité de cyclotourisme, secondaire pour le puissant T.C.F. dont l’action s’étend à toutes les formes de tourisme et pour l’UVF principalement orientée vers la compétition, exclusive pour la FFSC.
Les associations de cyclistes urbains sont apparues dans les années 1970 avec la création en 1972 par Jacques Essel du Mouvement pour les couloirs à bicyclette devenu en 1974 le Mouvement de Défense de la Bicyclette (depuis 2004, Mieux se déplacer à bicyclette) et, à la même époque, de la FUBICY (actuellement Fédération française des usagers de la bicyclette ou FUB). De nombreuses associations de cyclistes quotidiens se sont créées dans la plupart des villes et ont pris leur essor depuis le début du siècle.

## Évaluation des différents usages
L'importance relative des différents usages, utilitaire (essentiellement déplacements domicile-travail), loisirs et compétition, a varié de l’origine à nos jours.
La course, importante pour l’image et la culture du vélo, comme le montre Philippe Gaboriau (les trois âges du vélo), est évidemment négligeable statistiquement.
Dans les activités de loisirs on peut distinguer la promenade, la randonnée, le voyage.
Il semble que le vélo ait été majoritairement utilisé pour les loisirs jusque vers 1900.
La revue éphémère Le Vélocipède publiée de janvier à août 1874 fait état d'une renaissance de la pratique vélocipédique à Paris après une éclipse au cours de la guerre de 1870 et de la période suivante.
La revue du Touring Club de France évalue ainsi l'utilisation de la bicyclette : 
« Le budget prévoit pour 1897 250 000 bicyclettes payant l’impôt soit en chiffres ronds 350 000 personnes circulant à bicyclette. Sur ce nombre, les deux-tiers utilisent la bicyclette comme instrument de voyage et d’excursion, l’autre tiers comme mode de transport pour se rendre à leur travail ou à leurs affaires »
— Revue du TCF 1897
Les usages utilitaires se seraient ensuite proportionnellement développés pour devenir majoritaires dès avant 1914 et encore plus dans l’entre-deux-guerres où le vélo, moyen de déplacement habituel des ouvriers, employés était également très répandu dans les campagnes. Le maximum historique du vélo comme mode de déplacement aurait été compris entre 16 et 32 % dans les années 1930 et 1940. La balade à vélo restée très populaire ne représentait cependant plus qu’une minorité des parcours.
L’usage du vélo sous toutes ses formes a décliné à partir des années 1950, au cours des trente glorieuses, plus encore pour les déplacements que pour les loisirs. Les enquêtes-ménages et divers recoupements permettent des évaluations pour la période contemporaine. En 1959, la part du vélo pour les déplacements domicile-travail n'était plus que de 9 % et a encore régulièrement décliné jusqu'à 2,2 % en 2007-2008. Le parc continue sa croissance mais la plupart des vélos sont peu utilisés.
Malgré un renouveau depuis deux décennies, l’utilisation de la bicyclette en 2019 n’est pas comparable à celle des années 1930.
La progression récente concerne principalement les centres de quelques grandes agglomérations (au maximum 15 % à Strasbourg) et sa part dans les déplacements en France, de l’ordre de 2 à 3 % (2,1 % en 2019 pour l'ensemble des agglomérations) reste très inférieure à celle de l’Allemagne (10 %) ou des Pays-Bas (29 %).

### Ouvrages
- Raymond Henry, Histoire du cyclotourisme de 1865 à 1939, Ivry-sur-Seine, Fédération française de cyclotourisme, 294 p. (ISBN 978-2-917635-01-8)
- Keizo Kobayashi, Histoire du Vélocipède de Drais à Michaux 1817-1870 Mythes et réalités., Tokyo, Bicycle Culture Center, 1993
- Hervé Le Cahain, 1883-2008 : 125 ans de récits de voyages et de randonnées à bicyclette (339 ouvrages)
- Francis Papon, Le retour du vélo comme mode de déplacement. Mémoire de synthèse., IFSTTAR, Université de Paris-Est, 2012 (lire en ligne)
- Alex Poyer, Les premiers temps des véloces-clubs. Apparition et développement du cyclisme associatif français entre 1867 et 1914., L’Harmattan, 2003, 341 p. (ISBN 978-2-7475-3930-2)
- Alex Poyer, Cyclistes en sociétés. Naissance et développement du cyclisme associatif en France, Lyon, Université Louis Lumière-Lyon 2, 2003 (lire en ligne), Conclusion.
- Jacques Seray, La reine bicyclette : plus d'un siècle d'images, de films et de chansons, Toulouse, éditions Le Pas d'oiseau, 2009, 160 p. (ISBN 978-2-917971-08-6)
- Les bienfaits de la vélocipédie. Anthologie, Vierzon, Editions le pas de côté, 2013, 253 p. (ISBN 978-2-9542183-5-9)
- Frédéric Héran, Le retour de la bicyclette : Une histoire des déplacements urbains en Europe, de 1817 à 2050, La Découverte, coll. « Poche / Essais » (no 432), août 2015, 256 p., 125 * 190 mm (ISBN 9782707186812, présentation en ligne)
- Nicolas Pressicaud, Le vélo au quotidien, Libre et solidaire, 2021, 255 p. (ISBN 9782372631006)
- Alexandre Schiratti, Prendre la Route : Une histoire du voyage à vélo, Arkhé, août 2022, 260 p. (présentation en ligne)

### Revues
- Le Vélocipède illustré Revue bihebdomadaire 1869-1872 (2 interruptions).
- Revue mensuelle du Touring Club de France publiée à partir de 1891.
- Philippe Gaboriau, « Les trois âges du vélo en France », Vingtième siècle. Revue d'histoire, no 29,‎ 1991 (lire en ligne)